# 2043
Cette page concerne l'année 2043  du calendrier grégorien.
L'année 2043 est une année commune qui commence un jeudi.
C'est la 2043e année de notre ère, la 43e année du IIIe millénaire et du XXIe siècle et la 4e année de la décennie 2040-2049.

## Autres calendriers
L'année 2043 du calendrier grégorien correspond aux dates suivantes :
- Calendrier berbère : 2992 / 2993
- Calendrier hébraïque : 5803 / 5804
- Calendrier indien : 1964 / 1965
- Calendrier musulman : 1464 / 1465
- Calendrier persan : 1421 / 1422